# 锈毛梭子果
锈毛梭子果（学名：Eberhardtia aurata），为山榄科梭子果属下的一个植物种。